# Bennie Dee Warner
Bennie Dee Warner (ur. 1935, zm. 27 października 2024) – liberyjski wiceprezydent podczas prezydentury Williama Tolberta. Syn Charliego Zeonbartaye z grupy etnicznej Bassa i Namibijki Eli Nboramby. Biskup United Methodist Church (Zjednoczonego Kościoła Metodystów). Po zamachu stanu Samuela K. Doe wyemigrował na Wybrzeże Kości Słoniowej.